# Decrepit Birth
Decrepit Birth ist eine Technical-Death-Metal-Band aus Santa Cruz (Kalifornien), USA.

## Geschichte
Die Band wurde 2001 von Matt Sotelo (Gitarre), Bill Robinson (Gesang) und Derek Boyer (Bass) gegründet. Da die Intention darin lag, möglichst destruktiven und brutalen Technical Death Metal zu spielen, traf es sich gut, dass Gitarrist und Bassist bereits vorher zusammen bei Deprecated gespielt hatten und so leicht das Material für ...And Time Begins zusammenstellen konnten.
Im Herbst 2002 begannen die Aufnahmen mit Tim Yeung und ein knappes Jahr später erschien ...And Time Begins. Dieses hatte zwar begrenzte Auflagezahlen, schaffte es aber dennoch eine große Fanbasis in der Death Metal Szene aufzubauen. Die Band hatte allerdings lange Dürreperioden, wegen des Fehlens eines Drummers (Tim Yeung war nur für die Studioarbeiten dagewesen). Dann bekam Derek Boyer die Chance, als Vollmitglied in der Band Suffocation zu spielen. Jetzt fehlten Schlagzeuger und Bassist.
Im Laufe des Jahres 2004 gesellte sich Bassist Risha Eryavec zu der Band und kurz darauf stieß der Schlagzeuger KC Howard von Odious Mortem hinzu. Die nächsten Jahre spielte diese Besetzung eine Vielzahl an Shows und auf Festen und tourte durch Nordamerika. 2007 machte die Band Pause und konzentrierte sich ganz auf die Arbeit am neuen Album. Währenddessen wechselte die Besetzung, unter anderem weil Risha familiäre Probleme hatte, sodass die Band nach dem Erscheinen des Albums Diminishing Between Worlds (2008) mit Dan Eggers (Gitarre) und Joel Horner (Bass) von der Band Odious Mortem an den Start gehen konnten. Sie machten ihre größte Tour bislang und eröffneten Shows für The Black Dahlia Murder, 3 Inches of Blood und Hate Eternal. Mit Nuclear Blast unterschrieb die Band Frühjahr 2008 einen Plattenvertrag.

## Stil
Die Band ordnet sich zwar klanglich sehr klar im Technical Death Metal ein, liegt allerdings thematisch in einem anderen Gebiet. Es spielen weniger Brutalität und Blut eine Rolle, sondern vielmehr philosophische und wissenschaftliche Themen.

## Diskografie
- 2003: …And Time Begins
- 2008: Diminishing Between Worlds
- 2010: Polarity
- 2017: Axis Mundi